# Апион (грамматик)
Апион Оасийский, по прозванию Плейстоник (греч. Ἀπίων Πλειστονίκης; 20-е годы до н. э. — около 45-48 года н. э.) — греко-египетский грамматик, софист.
Апион — значительный общественный деятель, философ, ритор, филолог и эрудит своего времени, а также крупный эллинистический историк. Об Апионе оставили отзывы различные античные писатели — Гай Плиний Старший (в «Естественной истории»), Афиней Навкратийский (в «Пирующих софистах»), Авл Геллий (в «Аттических ночах») и другие.

## Жизнь и деятельность
Апион родился в египетском Большом Оазисе (теперь оазисе Сива). Его имя происходит от имени египетского бога Аписа, что дополнительно указывает на его египетское происхождение. В словаре Суда он ошибочно назван сыном Плейстоника.
Совсем молодым Апион пришел в Александрию в дом Дидима. В Александрии Апион получил великолепное риторское и философское образование. Апион стал александрийским гражданином благодаря заступничеству Исидора (а не родился в Александрии как можно подумать из текста Иосифа Флавия). Когда Теон, глава гимнасия в Александрии умер, Апион стал на короткое время его преемником на этом посту.
Вскоре, однако, Апион покинул Александрию, и начал путешествие по Греции, проходившее во время правления императора Гая Калигулы. Это путешествие Апиона сопровождалось чтением им лекций о Гомере и повсюду его ждал громкий успех (Сенека. «Нравственные письма к Луцилию». LXXXVIII, 40), что привлекло к нему внимание широких слоёв общества.
В 40 году во время межобщинных столкновений в Египте Апион входил в состав делегации, защищавшей перед императором Калигулой сторону греческой общины Александрии. Иудейскую александрийскую депутацию тогда представлял видный философ Филон Александрийский. Основные споры были посвящены гражданскому статусу александрийских иудеев. По этому поводу Апион выступил с большой речью против иудеев вообще. В результате император Калигула принял сторону греческой делегации.
Не удивительно, что позднее, защищая иудеев, эллинско-иудейский историк Иосиф Флавий написал апологетический трактат — «О древности иудейского народа. Против Апиона», особое место уделил в нём именно опровержению взглядов Апиона. Однако, именно Иосиф многое сохранил для нас об Апионе — сведений о его жизни, взглядах, приёмов работы, и отрывков его сочинений.
Апион же остался жить в Риме и открыл там свою школу, в которой учились многие известные лица (например Плиний Старший). Преподавал он риторику в Риме и в правление императора Клавдия. В 45/48 году Апион «умер от загноения в страшных мучениях»
Апион был популярнейшим филологом и оратором. Луций Анней Сенека утверждал, что «Вся Греция полнилась его славой». А по словам Авла Геллия Апион «отличался большой начитанностью» и имел прозвище «Плейстоник».

## Сочинения
Апион был плодотворным грекоязычным автором многочисленных историко-географических, естественно-научных и филолого-грамматических произведений. Ему приписывают следующие сочинения: «Историю народов», «Историю Египта», «Против иудеев», «О славных деяниях Александра», «Об Апиции», «О магах», «Об обучении металлическому делу», «О диалектах римлян», «Стойхейон», Толкования и словарь к поэмам Гомера, «Толкования к Аристофану». Однако ни одно из них не сохранилось целиком и они известны только по отрывкам.
Важнейшим трудом Апиона было сочинение «Язык Гомера» («Глосса Гомерика», Γλῶσσαι Ὁμηρικαί), в котором он комментировал поэму Гомера «Илиада». Апион также был последним из критиков, которые занимались исправлением текста гомеровских песен. О высоком уровне писательского мастерства Апиона свидетельствует получивший популярность рассказ «О рабе Андрокле и льве» из его книги «Чудеса Египта» (Кн. 5). Историю о рабе и льве упоминают Сенека (Ben., II, 19,1) и похожий случай — Плиний Старший (Nat. Hist. VIII, гл. XXI.56). Затем её подробно воспроизвели Авл Геллий («Аттические ночи». Кн. V, гл. 14) и Клавдий Элиан («О природе животных». Кн. VII, гл. 48).
Составленная Апионом по поручению жителей Александрии и обращенная к императору Калигуле «Жалоба на иудеев» теперь известна только по возражению на неё Иосифа Флавия. Другим важнейшим трудом Апиона была пятитомная «История Египта» («Египетская история», «Египтика», «О египтянах», «Чудеса Египта»). Из всех сочинений Апиона больше всего отрывков до нас дошло именно из неё (отрывки 3-й, 4-й и 5-й книг, FHG III 506—516)). В этом труде он пользовался надёжными источниками и ссылался на авторитетных авторов (например на Птолемея Мендесского). В целом это сочинение представляло собой искусную компиляцию из произведений предшествующих писателей по истории и чудес Египта, обогащенную Апионом риторическими украшениями и филологическими толкованиями Гомера и других знаменитых писателей, и дополненную рассказами о замечательных природных явлениях и странных случаях, которые Апион как бы сам наблюдает и переживает. Так он как очевидец рассказывал в 5-й книге «История Египта» анекдоты о рабе Андрокле и благодарном льве, о любви дельфина к мальчику Гиакинту (Авл Геллий. Кн. VI, гл. 8), в Гермополе жрецы показывали ему бессмертного ибиса (Клавдий Элиан. «О природе животных». Кн. X, гл. 29).
Климент Александрийский («Строматы». Кн. I, гл. XXI, § 101, 3) и опирающиеся на него писатели утверждают, что Апион также написал особое сочинение против иудеев. Однако современные исследователи считают, что, скорее всего, это была часть его «Истории Египта» (3-я или 4-я книга).
Повторив обвинения против иудеев своих предшественников (Манефон, Лисимах, Посидоний, Молон), Апион также обвинил иудеев в онолатрии (поклонении ослиной голове или ослу), человеческих жертвоприношениях и каннибализме. В одной из книг Апион написал, что селевкидский сирийский царь Антиох IV Епифан был в Иерусалимском храме, и там к нему обратился грек, который утверждал, что его специально откармливают для последующего убийства и съедения. Иосиф Флавий высмеял это сочинение, указав, что в иудаизме нет человеческих жертвоприношений, и что в описываемой части храма язычника-грека просто не могло быть. Тем не менее, эта легенда получила широкое распространение и впоследствии стала одной из основ для кровавого навета против евреев.